# Chiesa di San Pietro Apostolo (Campegine)
La chiesa di San Pietro Apostolo è la parrocchiale di Campegine, in provincia di Reggio Emilia e diocesi di Reggio Emilia-Guastalla; fa parte del vicariato della Val d'Enza.

## Storia
Da un documento del 1230 s'apprende che la primitiva chiesa di Campegine era compresa nella diocesi di Parma. Inizialmente faceva parte del vicariato di Pieve Saliceto e, in seguito, di quello di Castelnovo Sotto. Un altro documento del 1699 testimonia che questa chiesa, che presentava pure un porticato, si trovava in località Alta. La chiesa venne riedificata ad una sola navata e, nel 1828, passò dalla diocesi di Parma a quella di Reggio Emilia. Nel 1832 un terremoto devastò la parrocchiale, che fu negli anni successivi riedificata. L'edificio venne danneggiato anche dal terremoto del 1996 e si rese necessario un restauro, che fu poi condotto nel 2002.